# Tyukod
Tyukod es un pueblo ubicado en el distrito de Csenger, en el condado de Szabolcs-Szatmár-Bereg, Hungría.

## Superficie
Posee una superficie de 62,18 kilómetros cuadrados.

## Demografía
Hasta 2019 la población era de 1986 habitantes, con una densidad de población de 31,94 habitantes por kilómetro cuadrado.